# Nadia Aprile
Pour le film, voir Aprile.
Nadia Aprile, née le 17 novembre 1962 à Turin (Italie), est une femme politique italienne.

## Biographie
Nadia Aprile naît le 17 novembre 1962 à Turin.
Elle est élue députée lors des élections générales de 2018.
Le 21 janvier 2020, elle est contrainte de quitter le groupe Mouvement 5 étoiles (M5S) de la Chambre des députés car elle ne respectait plus l’obligation de reverser une partie de son indemnité parlementaire au M5S,. Le 31 janvier, elle est également exclue du parti,. Elle justifie les non-versements par une incompréhension sur la destination de cet argent.